# الإعاقة في الأرجنتين
في عام 2018، أفيد أن 10.2% من السكان يعيشون مع شكل من أشكال الإعاقة في الأرجنتين. بالإضافة إلى ذلك، تشير التقديرات إلى أن 28.7% من الأسر تضم عضوًا واحدًا على الأقل من ذوي الإعاقة.

## تاريخ تشريعات الإعاقة
لقد تطور التشريع الأرجنتيني المتعلق بالإعاقة بشكل كبير بمرور الوقت، مما يدل على التزام متزايد بحقوق ورفاهية الأفراد ذوي الإعاقة. في 16 مارس 1981، صدر القانون رقم 22.431 في الأرجنتين. يقدم هذا القانون فوائد مختلفة للأشخاص ذوي الإعاقة، بما في ذلك فرص العمل والتدريب المهني، والوصول إلى القروض والإعانات، والدعم في التعليم، ومجموعة من الفوائد الحكومية.
وفي وقت لاحق، في عام 1997، إقر ونفذ القانون رقم 24.901، الذي وضع الأساس لنظام شامل للرعاية الاجتماعية والرفاهية للأفراد ذوي الإعاقة. في عام 2001، إقر ونفذ القانون رقم 25.504. يسمح هذا التشريع لوزارة الصحة بإصدار شهادات الإعاقة.